# Cruz escandinava

Modelo de bandera de cruz nórdica.

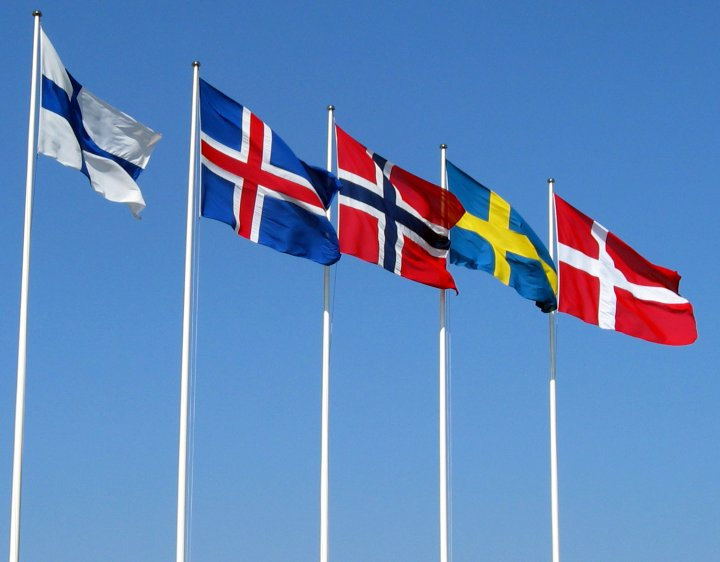
Las banderas nórdicas. De izquierda a derecha, Finlandia, Islandia, Noruega, Suecia y Dinamarca

La cruz escandinava, cruz nórdica o bandera de cruz nórdica es un patrón de diseño a partir de la cruz cristiana aplicado en diferentes banderas, normalmente asociado a las banderas nacionales de los países nórdicos, de donde se origina el modelo. 
Todos los países nórdicos, así como la mayoría de sus regiones, han adoptado el modelo de la cruz escandinava en sus banderas. El diseño de la cruz simboliza la cristiandad y es representado extendiendo la imagen de la cruz hasta los bordes de la bandera, con la parte vertical de la cruz cambiada hacia el lado de izado.
La primera bandera que presentó el diseño de cruz escandinava fue la bandera de Dinamarca, la Dannebrog (1219), siendo seguida por Noruega (1821), Suecia (1906), Finlandia (1918) e Islandia (1944), además de otras provincias o regiones de cada país anteriormente nombrado. Por su parte, la bandera noruega fue la primera bandera de cruz nórdica en presentar tres colores. Aunque todas las banderas nórdicas presentan el mismo patrón, poseen un simbolismo y una historia que difieren las unas de las otras.

## Banderas nacionales escandinavas

Dinamarca.
Finlandia.
Islandia.
Noruega.
Suecia.
Islas Feroe.
Åland.

## Otras banderas escandinavas

Bandera histórica de la Unión de Kalmar.
Bandera de la Sociedad Nórdica de Vexilología.

### Dinamarca

Pabellón de Dinamarca.
Pabellón de guerra de Dinamarca.
Isla de Bornholm (no oficial).
Otra bandera de Bornholm (no oficial).
Islas Feroe, región autónoma de Dinamarca.
Groenlandia, propuesta de bandera con cruz escandinava.
Bandera del luto del siglo XVIII.

### Finlandia

Pabellón de Finlandia.
Pabellón de guerra de Finlandia.
Bandera presidencial de Finlandia.
Islas Åland, territorio autónomo administrado por Finlandia.
Bandera de los suecos de Finlandia (no oficial).
Carelia, región dividida entre Finlandia y Rusia.

### Islandia

Pabellón de Islandia.
Bandera presidencial de Islandia.
Bandera no oficial, usada por los republicanos islandeses (1900).
Propuesta de bandera del año 1914.

### Noruega

Pabellón de Noruega.
Bandera de Noruega (1814–1821).
Bandera de guerra común de Suecia y Noruega (1815–1844).
Bandera de la marina mercante de Noruega (1844–1905).

### Suecia

Pabellón de Suecia.
Pabellón de Suecia (1844–1905).
Estandarte real de Suecia.
Escania (semi-oficial[1]).
Isla de Gotland (no oficial).
Härjedalen (no oficial).
Isla de Öland (no oficial).
Östergötland (no oficial).
Västergötland (no oficial).
Bandera de los finlandeses de Suecia (no oficial).

## Reino Unido

Isla de Barra, Escocia (no oficial).
Islas Orcadas, Escocia.
Antigua bandera de las Islas Orcadas, Escocia.
Islas Shetland, Escocia.
Caithness, Escocia.
South Uist, Escocia (no oficial).
Bandera propuesta para Yorkshire, Inglaterra.
West Riding of Yorkshire, Inglaterra.

## Banderas en los países bálticos

Estonia, propuesta de bandera alternativa.
Estonia, propuesta de bandera, 1919.
Comunidad de Koigi, Estonia.
Pärnu, Estonia.
Alūksne, Letonia.
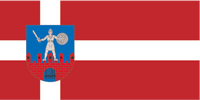
Cēsis, Letonia.
Ventspils, Letonia.
Lituania, propuesta de bandera.
Ducado Unido del Báltico (estado propuesto).

## Banderas en el resto del mundo

Alemania, propuesta de bandera, circa 1919.
Alemania, propuesta de bandera de Wirmer, 1944.
Alemania, propuesta de bandera, 1948.
Real marina alemana, 1903-1918.
Bandera de guerra del Tercer Reich
Protectorado del Sarre, (1947–1956).
Calais, Francia.
Normandía (no oficial), llamada  Cruz de San Olaf.
Ingria, Rusia (no oficial).
Vepsia, Rusia (no oficial).
Votia, Rusia (no oficial).
Vinlandia, región histórica dividida entre Canadá y Estados Unidos (no oficial).
Bandera de Frisia. (no oficial)
Pula, Croacia.
Mizoram, India.
Tiflis, Georgia.
Embajador de Chile.
Andalucía, Colombia.
Amambay, Paraguay.
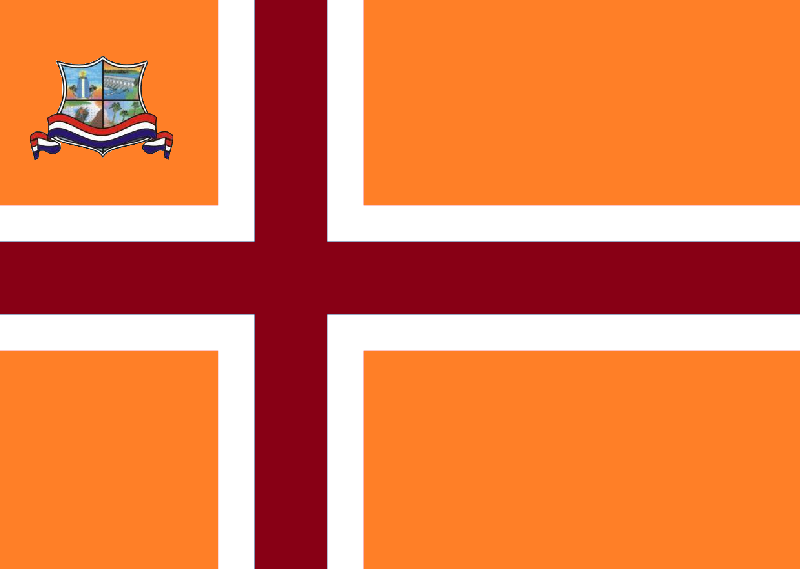
Hernandarias, Paraguay.
São Paulo, Brasil.
Iglesia ortodoxa georgiana.
Iglesia episcopal
Bandera de guerra de Tonga.
Casar de Palomero, España.
Las Navas del Marqués, España.
Villa del Rey, España
Bayamón, Puerto Rico.